# Welteislehre
Welteislehre (Verdensislære), også kaldet Glazial-Kosmogonie er et ikke-anerkendt kosmologisk koncept udtænkt af den østrigske ingeniør og opfinder Hanns Hörbiger i begyndelsen af det 20. århundrede.
Ifølge Hörbigers teori er is den grundlæggende substans i alle kosmiske processer. Planeter, måner og en "global æter" (også bestående af is) har fastlagt universets udvikling. Således skulle bl.a. Månen og Mælkevejen bestå af is. Udover at være en teori om universets bestanddele og geologiske og meteorologiske fænomener, var Hörbigers Welteislehre også grundlag for en mere filosofisk "kosmoteknisk verdensanskuelse".
Hörbigers teori var ikke funderet på traditionel videnskabelig metode, men er derimod baseret på en åbenbaring, som Hörbiger fik i 1894.

## Historie og baggrund
Europa var i slutningen af 1800-tallet præget af den hurtige teknologiske og videnskabelige udvikling, der havde fundet sted siden industrialiseringen og troen på fremskridt og videnskab. Perioden var dog også præget af fremkomsten af adskillige teorier, der ikke opfyldte kravene vil videnskabelig metode, og flere af disse teorier fandt udtryk i form af kosmologiske og/eller holistiske anskuelser, der var i direkte modstrid med udviklingen af moderne videnskab, og var drevet af en frygt for, at den materialistiske, abstrakte videnskab ville lede til kulturelt forfald.
Teorien om den kosmiske is opstod i 1894, da Hörbiger observerede Månen. Hörbiger var optaget af Månens klare lys og dens grove overflade, og det slog ham, at dette måtte være en følge af is. Kort derefter havde han en drøm, hvor han svævede i rummet, hvor han så et pendul svinge, mens det blev længere og længere, indtil det brast. "Jeg vidste, at Newton havde taget fejl, og at Solens tyngdekraft ophører tre gange afstanden fra Neptun" konkluderede Hörbiger. Han bearbejdede sine teorier sammen med amatørastronomen og skolelæreren Philipp Fauth, som han havde mødt i 1898, og offentliggjorde tankerne i 1912 som Glazial-Kosmogonie. Fauth havde tidligre fremstillet et stort (men noget upræcist) kort over Månen og havde adskillige følgere, hvilket gav Hörbigers ideer en vis respekt.
Hörbigers teori gjorde ikke væsentligt indtryk, da den blev offentliggjort, men efter afslutningen af 1. verdenskrig besluttede Hörbiger sig for at promovere teorien som en ny "kosmisk sandhed" ikke alene overfor videnskabsfolk og personer tilknyttet universiteterne, men tillige for den brede offentlighed. Hörbiger mente, at hvis "masserne" accepterede teorien, ville masserne lægge pres på de etablerede akademiske kredse til at accepterede teorien. Der blev ikke sparet på bestræbelserne på at udbrede teorien. Der blev oprettet "kosmotekniske" selskaber, der holdt offentlige foredrag, der tiltrak mange tilhørere, der blev produceret film og radioprogrammer om den kosmiske is, og der blev udgivet tidsskrifter og romaner om den kosmiske is. Omvendt deltog tilhængere som tilhørere til andre foredrag om teorier, der ikke passede i Höbirgers teorier, og forstyrrede disse gennem tilråb om den ortodokse astronomis mangelfuldhed i forhold til Hörbigers teorier.
Teorien blev oprindelig kaldt "Glazial-Kosmogonie" men fik i løbet af 1920'erne det mere germansk klingende navn Welteislehre, ofte blot forkortet til WEL.
Der blev oprettet to organisationer i Wien, der beskæftigede sig med idéerne, Kosmotechnische Gesellschaft og Hörbiger Institute. Den første blev etableret i 1921 af en gruppe entusiastiske tilhængere af idéen, der omfattede ingeniører, læger, embedsmænd m.fl. De fleste var bekendte af Hörbiger og havde deltaget i flere af hans forelæsninger. Blandt Hörbigers tilhængere var den østrigske forfatter Egon Friedell, der forklarede teorien om den kosmiske is i en bog fra 1930 Kulturgeschichte der Neuzeit.

### I Det Tredje Rige
Blandt de tidligere tilhængere af Hörbigers ideer var Houston Stewart Chamberlain, en af de førende teoretikere bag den tidlige udvikling af Nationalsozialistische Deutsche Arbeiterpartei, det tyske Nazi-parti i 1923.
Efter Hörbigers død i 1931 konkluderede tilhængerne af Welteislehrung, at der i den politiske situation i Tyskland ville være en fordel at bringe teorien i overensstemmelse med nationalsocialismens idéer, hvorved teorien ville kunne opnå en bred anerkendelse. Welteislehre var allerede på dette tidspunkt med succes blevet fremhævet som en germansk antitese til den "jødiske" relativitetsteori. WEL-bevægelsen blev således mere pro-nazistisk og knyttede is-teorien sammen med de nordiske forfædre fra det kolde og isfyldte nord. Heinrich Himmler, en af de prominente leder i nazi-partiet, var stærk tilhænger af Welteislehre og fastslog, at hvis teorien blev justeret i overensstemmelse med nyere forskning, så kunne den anses som videnskabeligt arbejde.
Adolf Hitler var en entusiastisk tilhænger af WEL og inddrog teorien i nazipartiets officielle kosmologi. Han hævdede, at Hörbiger ikke var accepteret, fordi "realiteten er, at mennesker ikke ønsker at vide." Teorien om verdensislæren var planlagt at indgå et det planetarium, som Hitler planlagde at bygge ved bjerget Pöstling i Linz, hvor grundplanet skulle udgøres af Ptolemys univers, ovenpå Kopernicus' teori og på øverste etage Hörbigers teori.
Efter Nazi-Tysklands annektering af Østrig i marts 1938 blev Kosmotechnische Gesellschaft nedlagt af nazisterne og selskabets midler beslaglagt. Hörbiger Institute, der var en mindre sammenslutning, der indsamlede penge til forskning, fik lov til at beholde Hörbigers videnskabelige materiale, herunder et bibliotek og en større samling af tegninger indenfor astronomi, meteorologi og geologi, der var relateret til Hörbigers teori. Nazisterne ønskede også at lukke instituttet, men Hörbigers søn Alfred og instituttets formand fik dette afværget ved at få nedsat en Nazi-kommission. Det lykkedes dem at få fastslået, at materialet tilhørte dem, hvilket forhindrede, at arkiverne blev flyttet til Berlin og indlemmet i Himmlers organisation 'Ahnenerbe' ('Anernes Arv').
Efter udbruddet af 2. verdenskrig lykkedes det Alfred Hörbiger at fortsætte udgivelsen af instituttets tidsskrift Proceedings på trods af, at det ikke var muligt at sende tidsskriftet til de udenlandske abonnenter og bidragsydere. Det tyske propagandaministerium meddelte instituttet, at udgivelserne udgjorde højforræderi, og pålagde instituttet at stoppe udgivelserne. Alfred Hörbiger døde i august 1945 kort efter instituttets samling af Hanns Hörbigers opfindelser var blevet ødelagt og lokalerne overtaget af sovjetiske tropper.

### Efter krigen
Efter 2. verdenskrig faldt antallet af tilhængere og bevægelsen mistede sin betydning. Der var dog fortsat tilhængere i særlig Tyskland og England i flere år. Bevægelsen var stadig aktiv i 1950'erne, hvor den udgav en pamflet, hvori var anført, at "bevis for teorien afventer den første succesfulde rejse til en anden klode, hvilket Instituttet afventer i spænding".

## Teoriens indhold
Ifølge Hörbigers teori blev solsystemet skabt, da en gigantisk stjerne blev ramt af en mindre, død vandfyldt stjerne. Sammenstødet skabte en kæmpe eksplosion, der sendte fragmenter af den mindre stjerne ud i det interstellare rum, hvor vandet kondenserede til gigantiske isblokke. Der blev skabt en ring af sådanne isblokke, der kan ses som Mælkevejen, ligesom der blev dannet et antal solsystemer ligesom vort eget, men med langt flere planeter end i vort solsystem.
Det interplanetare rum er fyldt op med hydrogen i gasform, hvilket får planeterne til langsomt at søge indad i en spiralbevægelse sammen med de øvrige isblokke. De ydre planeter er større end de indre, da de ydre har optaget større mængder is end de indre planeter. Man kan se isblokke i form af meteorer, og når disse kolliderer med Jorden, opstår haglstorme over store arealer. Når meteorerne rammer Solen, opstår solpletter og "fin is", der dækker de inderste planeter.
Hörbiger hævdede også, at Jorden havde flere satellitter, forinden Jorden indfangede Månen. Disse tidligere satellitter havde været selvstændige planeter med egne kredsløb, men over tid blev de i en spiralbevægelse trukket mod Jorden, indtil de opløstes og resterne blev herefter en del af Jorden. Sporene efter disse sammenstød skulle være synlige i de forskellige geologiske aflejringer, der kan betragtes på Jorden. Det sidste store sammenstød med den "Tertiære" eller "Cenozoiske måne" og indfangningen af den nuværende måne huskes gennem menneskets overleveringer af myter og legender. Sidstnævnte var detaljeret beskrevet af Hörbigers engelske tilhænger Hans Schindler Bellamy, der forklarede om sine erindringer, hvor han som barn ofte drømte om en stor måne, der i en spiralbevægelse kom nærmere og nærmere indtil den sprang, Da Bellamy studerede Månens overflade gennem et teleskop konstaterede han, at Månens overflade lignede det han havde drømt. Han redegjorde for den mytologiske baggrund i bøger som Moons, Myths, and Man, In the Beginning God og i The Book of Revelation is History. Tilhængere af Hörbigers teorier mente, at den nuværende Måne er den sjette siden Jordens skabelse og at en ny kollision er uundgåelig. Tilhængere har henvist til Syndfloden og Atlantis' forsvinden som resultater af sammenstød med tidligere måner.
Hörbiger mødte kritik i samtiden og besvarede kritikken på forskellig vis. Når det blev hævdet, at hans antagelser ikke var matematisk mulige, svarede han, at "Beregninger kan forlede dig." Når det blev påpeget, at der var fotografisk dokumentation for, at Mælkevejen bestod af millioner af stjerner, svarede han, at fotografierne var forfalskninger, der var fremstillet af "reaktionære" astronomer. Da det blev påpeget, at overfladetemperaturen på Månen var blevet målt til mere end 100 °C om dagen på Månen, skrev han til raketeksperten Willy Ley: "Enter tror du på mig og lærer det, eller også vil du blive betragtet som fjenden."
Selvom Hörbigers ideer har meget til fælles med Immanuel Velikovskijs idéer, men det videnskabelige miljø modtog dog Hörbigers idéer mere afslappet.